# MRAP
Колёсные броневые машины с усиленной противоминной защитой (MRAP— англ. mine resistant ambush protected) — миностойкие засадозащищённые, то есть устойчивые к подрыву мин и защищённые от атак из засады — колёсные бронемашины с усиленной противоминной защитой. 
Большинство MRAP обладают большим дорожным просветом, V-образным днищем, хорошо противостоящим осколкам и позволяющим эффективно рассеивать энергию взрыва мины (исключения — немецкий бронеавтомобиль Dingo 2, где плоское днище защищено композитной броней, и украинский Дозор-Б с цилиндрической формой днища), а также корпусом защищённым от разлёта пуль и осколков.

## История
Первые бронемашины специально разработанные для защиты от мин начали появляться в Африке в 1970-е годы. Высокая потребность в транспорте с повышенной устойчивостью к воздействию мин появилась во время гражданской войны в Южной Родезии, что привело к разработке бронеавтомобилей для родезийских сил безопасности, в последствии колёсные бронетранспортёры были в созданы вооружёнными силами ЮАР. Бронетранспортёр Hippo, созданный на базе советского БТР-152 и британского грузовика Bedford RL обладал высокой проходимостью по пустыне и повышенной защищённостью. Hippo активно использовались в ходе конфликов в Южной Африке в ходе войны за независимость Намибии а также во время гражданской войны в Южной Родезии .
Позднее опыт ЮАР в создании бронеавтомобилей предназначенных для защиты от мин, самодельных взрывных устройств и засад, переняли и другие государства, в том числе США, которые начали массовое производство MRAP после вторжения в Ирак в 2003 году.
Машины типа MRAP применяются при перемещениях личного состава по территориям, на которых действуют различные иррегулярные формирования, для перевозки VIP-пассажиров в условиях повышенной террористической опасности, для снабжения удалённых опорных пунктов, гарнизонов и в прочих подобных случаях. В современных условиях, когда большинство конфликтов протекают не как столкновение двух регулярных армий, а одной из сторон выступают партизаны (повстанцы), роль машин MRAP становится всё более важной.